# سنگ‌رست

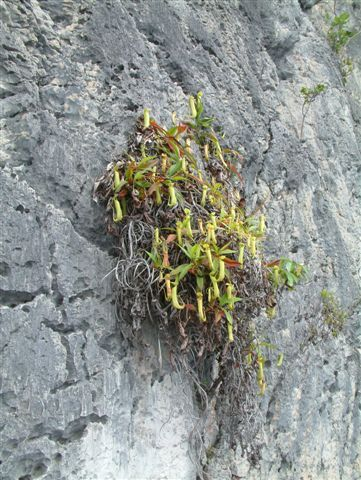

در گیاه‌شناسی، گیاهی که بر روی سطح سنگ رشد می‌کند را سنگ‌رُست (lithophyte) می‌گویند. گیاهان سنگ‌رست از مواد غذایی درون آب باران و هم‌چنین گیاهان مرده نزدیک به خود و از آن جمله از بافت‌های مرده خودشان تغذیه می‌کنند.
در شکاف‌ها و درزها میان سنگ‌ها و صخره مواد آلی معمولاً بیشتر جمع می‌شود و در این شکاف‌ها نیز معمولاً گیاهانی می‌رویند که به آن‌ها اصطلاحاً شکاف‌رُست Chasmophytes یا صخره‌رُست chomophyte گفته می‌شود.
از نمونه‌گیاهان سنگ‌رست می‌توان به سرخس، ثعلب، جگرواش، و جلبک‌ها اشاره کرد. گیاهان گوشتخواری چون گیاه کوزه‌ای نیز از گیاهان سنگ‌رست است.
در علوم زمین، به موجود زنده‌ای که روی سنگ و دیگر مواد سنگی یا چسبیده به آنها زندگی کند، بَرسنگ‌زی epilithic گفته می‌شود.